# Карандєєв Костянтин Борисович
Карандєєв Костянтин Борисович (нар. 5(18) липня 1907 в селі Напольне Сараєвського р-ну Рязанської області, Російська імперія — пом.21 вересня 1969, м. Львів) — український учений в області електричних вимірювань та автоматичного контролю, член-кореспондент Академії наук СРСР (1958) та АН України (1957), заслужений діяч науки і техніки УРСР (1954). Автор праць та засновник наукової школи з теорії електричних вимірювань та вимірювальних інформаційних систем.

## Біографія
Народився 5(18) липня 1907 року в селі Напольне Сараєвського р-ну Рязанської обл., Російська імперія, у дворянській сім'ї, батько - Борис Миколайович Карандєєв, мати - Олена Миколаївна уроджена Растова (1876-?),
*У 1930 році закінчив Ленінградський політехнічний інститут. Науковою роботою розпочав займатися ще будучи студентом (перша наукова робота — «Флора і фауна міських водоймищ»).
- З 1936 року працював викладачем.
- У 1941 р. — заступник директора з наукової роботи Всесоюзного науково-дослідного інституту ім. Д. І. Менделєєва.
- У 1942 р. переведений до Москви заступником директора з наукової роботи в Державний інститут мір і вимірювальних приладів.
- У 1944 р. скерований в Львівський політехнічний інститут і призначений деканом електротехнічного факультету (1944—1948 рр.)
- Одночасно у 1944—1952 рр. завідував кафедрою "Електромеханічні прилади" (нині - кафедра комп’ютеризованих систем автоматики у Львівській політехніці).
- Згодом у 1952 р. призначений деканом радіотехнічного факультету та завідувачем кафедри «Радіоприймальних пристроїв» (1952—1954 рр.).
- Під його керівництвом організовано ряд навчальних та науково-дослідних лабораторій ЛПІ: методів електричних та магнітних вимірювань, вимірювання потужності та енергії, розробки та виготовлення унікальної гідроакустичної апаратури.
- У 1949 р. йому присвоєно вчене звання професора.
- 1951 р. першим у ЛПІ захистив докторську дисертацію.
- У 1951р. у новоствореному Інституті машинознавства та автоматики АН УРСР (зараз – Фізико-механічний інститут ім. Г.В. Карпенка) було організовано відділ автоматизації машинобудівної промисловості, що займався розробкою автоматичної апаратури для електророзвідки корисних копалин. У травні 1952р. його керівником став (за сумісництвом) проф. К.Б. Карандєєв, який обіймав цю посаду до 15 березня 1958р.
- Одночасно з 1952 р. працював в Інституті машинознавства і автоматики АН УРСР. Член-кореспондент АН УРСР з 1957 р. та АН СРСР з 1958 р., з 1952 р. — заслужений діяч науки і техніки УРСР.
- У 1954—1956 рр. завідував кафедрою «Автоматика і телемеханіка» (ЛПІ).
- З 1957 р. до 1967 р. — директор Інституту автоматики і електрометрії Сибірського відділення АН СРСР.
- У 1967 р. повертається до ЛПІ і працює, вже будучи пенсіонером, професором-консультантом на кафедрі електричних вимірювань (нині - кафедра Інформаційно-вимірювальних технологій у Львівській політехніці).
- З 1965 до 1969 р. був головним редактором організованого ним журналу «Автометрія»[2].

Надгробний пам'ятник на могилі Костянтина Карандєєва.

Помер 21 вересня 1969 року у Львові. Похований на Личаківському цвинтарі, поле № 2.

## Науковий доробок
Головні його праці присвячені теорії вимірювальних систем з напівпровідниковими елементами, теорії застосування мостових схем, іншим питанням вимірювальної техніки та автоматики. К.Карандєєв — автор п'ятнадцяти монографій та навчальних посібників, а також понад 200 наукових статей та винаходів.
Працюючи у Львівському політехнічному інституті, підготував 38 кандидатів технічних наук.
За період роботи у Інституті машинознавства та автоматики АН УРСР під керівництвом професора Карандєєва К.Б. була згуртована плеяда молодих спеціалістів (Б.І. Блажкевич, Р.І. Крип’якевич, Г.Г. Максимович, Л.Я. Мізюк, О.М. Свенсон та ін.), які згодом стали кандидатами та докторами наук.
Загалом, Карандєєв К.Б. підготував понад 60 кандидатів та докторів наук, більшість з яких – під час роботи у Львові. Був засновником та головним редактором журналу “Автометрия” (Новосибірськ), членом редколегії журналів “Измерительная техника” та “Приборостроение” (Москва).

## Нагороди
За наукову роботу, направлену на оборону блокадного Ленінграду був нагороджений бойовою медаллю «За оборону Ленинграда».
За свою роботу у Львові він отримав почесне звання «Заслужений діяч науки та техніки УРСР» та обраний членом-кореспондентом АН УРСР.
К. Б. Карандєєв був нагороджений орденом Леніна (за участь у створенні Сибірського відділення АН СРСР) та медалями.

## Вибрані праці
- Методы электрических измерений, М. — Л., 1952;
- Мостовые методы измерений, К., 1953;
- Полупроводниковые выпрямители в измерительной технике, К., 1954;
- Специальные методы электрических измерений, М. — Л., 1963.

## Електронні джерела
- Биобиблиография члена-корреспондента К.Б.Карандеева [Архівовано 26 березня 2020 у Wayback Machine.]
- Институт автоматики и электрометрии. История [Архівовано 7 вересня 2011 у Wayback Machine.]
- Історія кафедри «Комп’ютеризовані системи автоматики» [Архівовано 14 вересня 2016 у Wayback Machine.]
- Константин Борисович КАРАНДЕЕВ [Архівовано 27 лютого 2021 у Wayback Machine.]
- 110 років від дня народження видатного ученого, заслуженого діяча науки і техніки Української РСР Карандєєва Костянтина Борисовича